# Not the one
«Not the One» es el un sencillo de Luis López y de la cantante chilena Bárbara Muñoz lanzado el 2011 en todas las radios de Chile, España, México y en Internet a través de las redes sociales con la publicación del respectivo videoclip en su canal de Youtube. La canción una mezcla de electro con fuertemente pop.

## Video musical
En el video musical de Not the one se puede ver a Luis López como locutor radial presentando la canción veraniega. Luego en las siguientes escenas aparecen chicos y chicas disfrutando un día de fiesta con piscina y además con muchos bailes incluido el Hip hop.